# Генерал Облигадо (департамент)
Генерал Облигадо е департамент в Аржентина, разположен в провинция Санта Фе с обща площ 10 928 км2 и население 176 772 души (2007). Главен град е Реконкиста.

## Административно деление
Департамента е съставен от 22 общини.